# 리 모건
리 모건(영어: Lee Morgan, 본명:Edward Lee Morgan)는 미국의 재즈 트럼펫 연주가이다.

## 일대기

### 유년
에드워드 리 모건은 1938년 7월 10일 필라델피아에서 태어났다. 그는 오토 리카르도 모건과 네티 비에트리스 모건의 4명의 자식중 막내로 태어났다.
선구적인 트럼펫 연주가이자 작곡가인 리 모건은 1956년부터 1972년 2월 죽기까지 많은 앨범을 녹음했다. 그는 처음에 비브라폰에 관심이 있었으나 악기에 적응하지 못하였고 곧 트럼펫에 크게 매료되었다. 그는 또한 알토 섹소폰을 연주할 수 있었다. 음악적인 분위기의 가정에서 자라며 어린 시절부터 재능이 뛰어나 신동으로 일컬어졌던 리 모건은 그의 13번째 생일날 그의 누나 어니스틴으로부터 그의 첫 번째 트럼펫을 선물받았다.

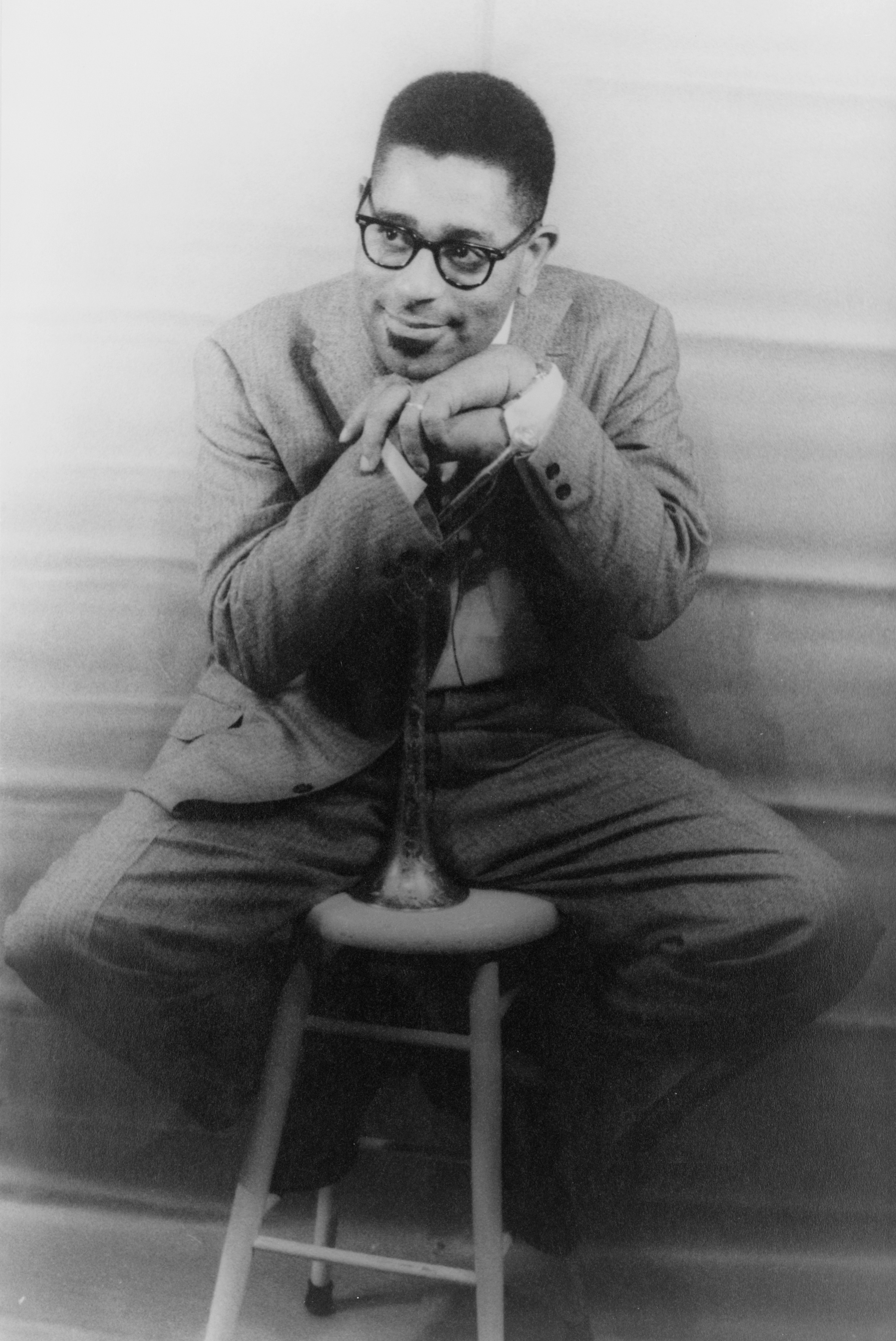
1955년의 디지 길레스피

### 1950년대
그는 한동안 개인 교습을 받았는데 기량이 급속히 향상되자 Mastbaum 고등학교에서 정식으로 공부를 더 하였다.
15세 때부터 이미 베이스 주자 Spanky DeBrest와 함께 자신의 밴드를 결성하여 연주 활동을 시작했다.
리 모건은 주급을 받으며 클럽에서 공연했는데 그 곳에서 우연히 마일즈 데이비스, 디지 길레스피 그리고 그가 숭배하던 우상 클리포드 브라운을 만나게 되었다.

그의 기본적인 연주 스타일은 클리포드 브라운의 영향을 받았다. 실제로 리 모건은 18살 때 디지 길레스피의 빅밴드에 합류하기 전 클리포드 브라운으로부터 몇 번의 레슨을 받았다. 이후 디지 길레스피는 리 모건을 조 고든 대신 그의 빅 밴드에 고용하였고,리 모건은 본격적인 재즈 아티스트로서의 길을 걷게 된다.
디지 길레스피는 천부적인 재능을 가진 젊은 리 모건에게 솔로를 할 수 있는 기회를 제공하여 주었다. 또한 리 모건은 디지 길레스피의 대표 곡 "A Night in Tunisia"를 연주하며 각광을 받았다.
리 모건은 디지 길레스피의 빅밴드에서 1년반 동안 활동했는데, 이는 디지 길레스피의 빅밴드가 재정적인 이유로 1958년에 해체되었기 때문이다. 그는 1956년부터 블루 노트 레코드사에서 음반을 발매하였는데 자신이 리더가 되어 발표한 음반이 25장이며 250명이 넘는 뮤지션들과 녹음하였다. 그는 또한 비-제이 레이블에서도 음반을 발표하였다.
그는 섹소폰 연주가 행크 모블리의 다수 앨범에서 사이드맨(객원연주자)로서 연주했으며 존 콜트레인의 1957년 음반 'Blue Train'에서도 참여했다. 그는 이 앨범의 타이틀 곡 'Blue Train'에서 그의 가장 유명한 솔로들 중 하나를 선보이는데 이때 그의 트럼펫은 디지 길레스피로부터 선물받은 것이었다.
1958년 아트 블래키의 재즈 메신저스에 합류하면서 리 모건의 독주자로서, 작곡가로서의 능력은 더욱더 발전하였다. 그는 아트 블래키와 몇 년간 공연하였으며 재즈 메신저스의 많은 앨범에서 연주하였다. 그중 1958년작 Moanin'은 재즈 메신저스의 가장 유명한 앨범이 되었다. 이후 베니골슨이 재즈 메신저스를 탈퇴하자 모건은 그 빈자리를 채우기 위해 블래키에게 젊은 섹소폰 연주가 웨인 쇼터를 고용할 것을 적극 추천하였다. 이 시기 재즈 메신저스는 (피아노에 바비 티몬스, 베이스에 지미 메릿) 명반 The Freedom Rider를 탄생시켰다.

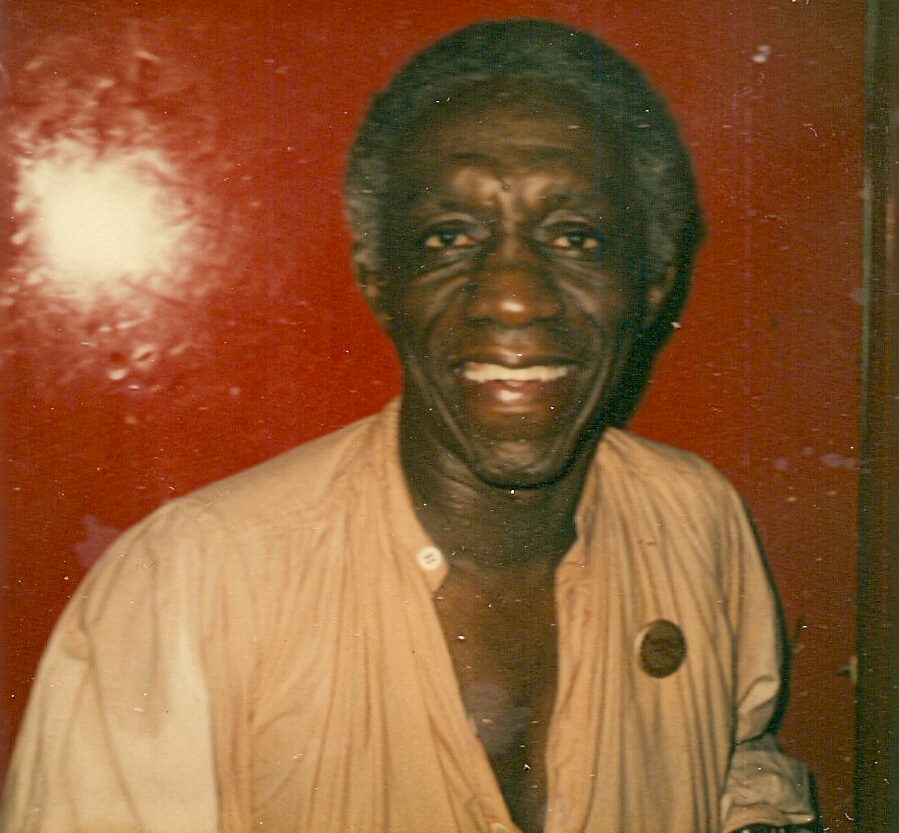
아트 블래키

### 1960년대
리 모건과 바비 티몬스의 약물중독은 그들로 하여금 1961년에 밴드를 떠나도록 강요받게 하였다. 결국 리 모건은 자신의 고향인 필라델피아로 돌아올 수밖에 없었다. 리 모건의 전기를 집필한 톰 퍼차드에 따르면 정작 리모건에게 헤로인을 소개시켜 준 것은 밴드의 리더인 아트 블래키였다고 한다. 그의 약물중독은 그의 앞길에 매우 큰 지장을 주었다. 이후 리 모건은 1963년 다시 뉴욕으로 돌아왔고 "The Sidewinder" (1963년작)를 녹음하게 되는데 이는 그에게 큰 상업적 성공을 가져다 주었다. 타이틀 곡인 The Sidewinder는 1964년 팝차트를 강타하였으며 월드시리즈 중 티비 광고의 배경음악으로 사용되었는데 이는 리 모건이나 블루 노트 레코드사의 동의 없이 사용된 것이어서 결국 블루 노트 레코드사의 변호사의 중재 끝에 광고는 철회되었다. 당시 급격히 변화하고 있던 팝 음악 시장에서 The Sidewinder의 장르를 초월한 성공으로 인해 블루 노트사는 회사의 다른 아티스트들에게 The Sidewinder의 부갈루비트(2박자의 춤을 출 정도의 신나는 비트)를 모방하도록 권장하였다고 한다. 모건 자신 또한 그가 이후에 작곡한 "Cornbread"나 "Yes I Can, No You Can't"에서 이전 The Sidewinder에서 썼던 작곡방식을 그대로 적용하였다. 드러머 빌리 하트에 따르면 모건은 The Sidewinder를 앨범의 곡 수를 채우기 위해 작곡한 것이며 곡이 엄청나게 히트하자 어리벙벙해 하였다고 한다. 그는 자신의 연주능력이 그레이천 몬커 3세의 대표 앨범 "Evolution"(1963년작)에서 매우 크게 발전하였다고 느꼈다.
이러한 큰 상업적 성공 후에 모건은 많은 음반들을 꾸준히 발표하였다. 여기에는 "Search for the New Land" (1964)처럼 R&B차트에서 20위를 기록한 음반도 있었다. 그는 이 시기 재즈 메신저스를 떠난 프레디 허버드의 빈자리를 채우기 위해 재즈 메신저스에 잠시 동안 다시 몸 담았다. 섹소폰 연주가 존 길모어와는 BBC의 영향력있는 재즈음악 방송사인 Jazz 625에 소개되기도 했다.
60년대 동안 그는 20여개의 리더작을 발표하였으며 다른 아티스트들의 사이드맨으로도 많은 녹음을 하였다. 그가 이 시기 사이드맨으로 참여한 작품들은 웨인 쇼터의 Night Dreamer; 스탠리 터렌타인의 Mr. Natural; 프레디 허버드의 The Night of the Cookers; 행크 모블리의 Dippin', A Caddy for Daddy, A Slice of the Top, Straight No Filter; 재키 멕클레인의 Jackknife and Consequence; 조 헨더슨의 Mode for Joe; 맥코이 타이너의 Tender Moments; 로니 스미스의 Think and Turning Point; 엘빈 존스의 The Prime Element; 잭 윌슨의 Easterly Winds; 르우벤 윌슨의 Love Bug; 래리 영의 Mother Ship; 리 모건과 클리포드 조던의 1968년 볼티모어 라이브; 앤드류 힐의 Grass Roots; 재즈 메신저스의 여러 작품들이 있다.

### 1970년대
죽기 전 2년간, 리 모건은 당시 발생했던 재즈운동의 리더들 중 한사람으로서 정치적으로 더욱더 관여하였다. 이 모임은 인터뷰나 버라이어티쇼 등에서 " TV프로그램이 재즈 연주가들을 게스트 아티스트로 섭외하려고 하지 않는 것과 자기 프로그램의 밴드로 쓰려고 하지 않는 것"에 항의하였다. 한편 죽기전 1년간 리 모건이 리더가 된 밴드는 섹소폰 연주가 빌리 하퍼와 베니 모팽, 피아니스트 해롤드 메이번, 베이시스트 지미 메릿과 드러머 미키 로커(혹은 프레디 웨이츠)로 구성되어 있었다. 모팽, 메이번, 메릿과 로커가 참여한 음반 "Live at the Lighthouse"는 1970년 캘리포니아의 허모서 비치 클럽(Hermosa Beach club)과의 2주간 계약 동안 녹음된 라이브 음반으로서 걸작으로 평가받는다.

## 죽음
리 모건은 1972년 2월 19일의 이른 시간 그의 밴드가 공연하고 있던 뉴욕 이스트빌리지의 재즈클럽 Slugs'에서 살해되었다. 리 모건과 사실혼 관계에 있던 13살의 연상 부인 헬렌 모어 (Helen Moore)가 그와 큰 말다툼 뒤 무대에서 공연중이던 그의 가슴에 총을 발사하였고 그는 몇 분 뒤 사망하였다. 당시 그의 나이는 33세에 불과했다. 목격자들의 증언에 따르면 헬렌 모어가 마지막 공연 이전에 클럽을 빠져나갔는데 밴드가 무대위에 올라왔을 때 다시 돌아왔다고 한다. 그때 리모건 또한 몇몇 사람들과 얘기하며 무대위로 올라가는 중이었다. 그때 헬렌 모어가 그의 이름을 불렀고 그가 뒤돌아본 순간 그의 심장에 총을 발사하였다고 한다. 헬렌 모어는 클럽의 문지기 어니 홀먼에게 손목을 잡혀 즉시 제지당하였고 총을 압수당했다. 헬렌 모어는 이내 소리를 지르며 "자기야, 내가 대체 무슨 짓을 한거지?"라고 말하며 그에게 달려갔다고 한다. 알려진 바에 따르면 헬렌 모어는 리 모건이 자신외에 다른 여성들과 만나고 있다고 의심하고 있었다고 한다. 그녀는 이후 체포되어 재판을 받았고 실형이 선고되었다. 이후 1978년에 가석방으로 출소하였다. 이후 그녀는 고향인 노스 캐롤라이나로 돌아갔다. 헬렌 모어는 공식석상에서 사건에 대해 절대 언급하지 않았으나 죽기 몇 달전에 인터뷰를 수락하였다. 헬렌 모어는 1996년 3월 심장병으로 사망하였다.

## 앨범
| 음반명                  |  | 년도 |  | 레이블    |
| ----------------------- |  | ---- |  | --------- |
| Lee Morgan Indeed!      |  | 1956 |  | 블루 노트 |
| Introducing Lee Morgan  |  | 1956 |  | 사보이    |
| Lee Morgan Sextet       |  | 1957 |  | 블루 노트 |
| Lee Morgan Vol. 3       |  | 1957 |  | 블루 노트 |
| City Lights             |  | 1957 |  | 블루 노트 |
| The Cooker              |  | 1957 |  | 블루 노트 |
| Candy                   |  | 1957 |  | 블루 노트 |
| Here's Lee Morgan       |  | 1960 |  | 비-제이   |
| The Young Lions         |  | 1960 |  | 비-제이   |
| Expoobident             |  | 1960 |  | 비-제이   |
| Lee-Way                 |  | 1960 |  | 블루노트  |
| Take Twelve             |  | 1962 |  | 재즈랜드  |
| The Sidewinder          |  | 1963 |  | 블루노트  |
| Search for the New Land |  | 1964 |  | 블루노트  |
| Tom Cat                 |  | 1964 |  | 블루노트  |
| The Rumproller          |  | 1965 |  | 블루노트  |
| The Gigolo              |  | 1965 |  | 블루노트  |
| Cornbread               |  | 1965 |  | 블루노트  |
| Infinity                |  | 1965 |  | 블루노트  |
| Delightfulee Morgan     |  | 1966 |  | 블루노트  |
| Charisma                |  | 1966 |  | 블루노트  |
| The Rajah               |  | 1966 |  | 블루노트  |
| Standards               |  | 1967 |  | 블루노트  |
| Sonic Boom              |  | 1967 |  | 블루노트  |
| The Procrastinator      |  | 1967 |  | 블루노트  |
| The Sixth Sense         |  | 1967 |  | 블루노트  |
| Taru                    |  | 1968 |  | 블루노트  |
| Caramba!                |  | 1968 |  | 블루노트  |
| Live at the Lighthouse  |  | 1970 |  | 블루노트  |
| The Last Session        |  | 1971 |  | 블루노트  |